# جون غاريسون
جون غاريسون (بالإنجليزية: Jon Garrison)‏ هو مغني أوبرا أمريكي، ولد في 11 ديسمبر 1944.

## وصلات خارجية
- جون غاريسون على موقع ميوزك برينز (الإنجليزية)
- جون غاريسون على موقع أول ميوزيك (الإنجليزية)
- جون غاريسون على موقع ديسكوغز (الإنجليزية)